# عبدالله عبدالقادر
عبدالله عبدالقادر (انگلیسی: Abdullah Abdulqader؛ زادهٔ ۲ ژوئیهٔ ۱۹۸۹) بازیکن فوتبال اهل امارات متحده عربی است.